# Баттерси (электростанция)
Электростанция «Баттерси» (англ. Battersea Power Station) — недействующая угольная электростанция на южном берегу реки Темзы в районе Баттерси на юге Лондона. Состоит из двух отдельных энергоблоков, построенных в два этапа в виде отдельных зданий. Электростанция Баттерси А была построена в 1930-х годах, а электростанция Баттерси Б — к востоку от первой в 1950-х. Обе станции были выполнены в одинаковом архитектурном решении, обеспечив хорошо известную четырёхтрубную планировку. 

## История
Станция является крупнейшим кирпичным зданием в Европе и отличается оригинальным интерьером и декором в стиле ар-деко. Высота дымовых труб составляет 109 метров.
Станция прекратила производство электроэнергии в 1983 году, но за последние 50 лет стала одной из самых известных достопримечательностей Лондона и была включена в список зданий особой архитектурной и исторической значимости (Grade II*).
Известностью станция во многом обязана многочисленному появлению в произведениях искусства, среди которых фильм «На помощь!» (англ. Help!) 1965 года группы The Beatles, сериалы «Доктор Кто», Лексс, фильмы «Чуть выше по перекрёстку», «Дитя человеческое», «Тёмный рыцарь». 
Станция изображена на обложках альбомов Animals (1977) рок-группы Pink Floyd, The Orb's Adventures Beyond the Ultraworld (1991) группы The Orb и Power Ballads британского электронного музыканта London Elektricity. Фотография диспетчерской завода использовалась в качестве обложки альбома Quark, Strangeness and Charm (1977) группы Hawkwind.

## После закрытия
После закрытия станции здания комплекса практически не использовались, хотя владельцы предлагали планы по её реконструкции. В настоящее время станция принадлежит ирландской компании Real Estate Opportunities (REO), которая купила её в ноябре 2006 года за 400 миллионов фунтов стерлингов.
В 2008 году комиссия English Heritage описывала состояние здания как «очень плохое» и включила его в реестр зданий в зоне риска. 
В ноябре 2010 года компания REO получила разрешение на ремонт станции для общественного пользования и на строительство 3400 квартир на территории 16 гектар..
В 2016 году было объявлено, что после реконструкции в здание станции переедет лондонский главный офис компании Apple, которая займёт сразу 40 % площадей. Открытие офисного центра планировалось в 2021 году, но из-за пандемии COVID-19 открытие объекта было отложено до 2022 года . Компания Apple и ряд других фирм разместились на территории комплекса, включающего более 4 000 жилых единиц, 295 из которых расположены непосредственно в здании электростанции.
Battersea Power Station открылась после реконструкции 14 октября 2022 года. Здание впервые стало доступно для посещения широкой публике . Одновременно были открыты первые магазины, бары, рестораны и развлекательные заведения.